# Liu Kang
Liu Kang is een personage uit de Mortal Kombat-serie. Hij is een shaolin monnik die bekendstaat in de zowel de games als de films om zijn Flying Bicycle Kick, waarbij hij richting de tegenstander springt met zijn benen naar voren en dan meer dan 6 trappen geeft.
Liu Kang is de vriend van Kung Lao, wat is te zien in Mortal Kombat Shaolin Monks. Hier zijn ze de beste vrienden en vechten ze samen tegen Outworld.
Oorspronkelijk was Liu Kang gebaseerd op martial-arts legende Bruce Lee. Zo leek hij in het eerste Mortal Kombat-spel veel op Bruce Lee en maakte hij gebruik van zijn typische strijdkreten. In latere spellen hebben de programmeurs van de spelserie getracht hem meer te differentiëren.